# Мишин, Михаил Анатольевич
Михаи́л Анато́льевич Ми́шин (настоящая фамилия Литви́н, род. 2 апреля 1947 года, Ташкент, Узбекская ССР, СССР) — советский и российский писатель, драматург, редактор, переводчик, сценарист и актёр. Один из ведущих сатириков России. Лауреат литературных наград в области сатиры и юмора, в том числе легендарной премии «Золотой теленок» (дважды) и «Золотой Остап».

## Биография

### Ранние годы
Михаил Мишин родился 2 апреля 1947 года в Ташкенте. В семилетнем возрасте вместе с родителями переехал в Ленинград.
В 1965 году поступил в ЛЭТИ по специальности «Электрооборудование судов». По окончании института работал в ЦНИИ судовой электротехники и технологии.

### Литературная деятельность
Начал писать в студенческие годы. В конце 1960-х — начале 1970-х годов, взяв себе псевдоним Мишин, начал выступать на сцене как артист речевого жанра при Ленконцерте. Выступал вместе с сатириком Семёном Альтовым. В дуэте они читали свои произведения со сцены.
С середины семидесятых целиком посвятил себя литературной работе. Публиковался в многочисленных газетах и журналах. Выступал на радио и телевидении в программе «Вокруг смеха». Его рассказы и монологи включали в свой репертуар ведущие актёры эстрады: Г. Хазанов, К. Новикова, Е. Шифрин и другие. Мишину принадлежит слово «одобрямс», ставшее широко популярным в годы Перестройки.
В 1976 году вышла первая книга «Шёл по улице троллейбус». Начал выступать с творческими вечерами, исполняя собственные произведения.
Встреча в 1977 году с Аркадием Райкиным положила начало многолетнему сотрудничеству с Ленинградским театром миниатюр (впоследствии «Сатирикон»). В 1983 году состоялась премьера сатирического обозрения М. Мишина «Лица» с Константином Райкиным в главной роли (режиссёр В. Фокин). Одновременно Московский театр миниатюр выпустил спектакль по рассказам Мишина «И несколько слов о погоде» (режиссер Е. Арье).
Сценарист музыкальных фильмов «Сильва» (1981 г.) и «Вольный ветер» (1983 г.) (режиссёр Я. Фрид), а также четырёх кинокомедий по собственным рассказам.
С 1986 года живёт в Москве. Вёл колонку «Искренне ваш» в газете «Московские новости» (1991—1999).
Автор русской версии либретто мюзикла «We will rock you».
Работал главным литературным редактором на канале РТР, автором русского текста телесериала «Друзья» (1 и 2 сезоны).
Перевёл повесть Г. Маркеса «Хроника одной смерти, объявленной заранее». Работает над переводами англоязычной драматургии.

## Семья
Отец — Анатолий Алкунович Литвин (1919—1989), журналист, автор книги «Мы идём в театр» (Лениздат, 1978. — 478 с).
Мать — Маргарита Михайловна Литвина (1919—2000), музыкант.
Первая жена (1970—1985) — Ирина Леонидовна Кардашинская-Брауде, филолог.
- Сын — Александр Михайлович (род. 1972).

Вторая жена (1986—2008) — Татьяна Анатольевна Догилева (род. 1957), советская и российская актриса, режиссёр театра и кино, писательница, телеведущая, народная артистка РФ.
- Дочь — Екатерина Михайловна Ланн (Догилева) (род. 1994)[9], актриса. Окончила актёрские курсы в Кембридже, затем в 2015 году — Американскую академию драматического искусства в Нью-Йорке (США).

## Работы

### Книги
- «Шёл по улице троллейбус», 1976 г. — «Лениздат»,
- «Пауза в мажоре», 1981 г. — «Лениздат»,
- «Поверх поверхности», 1988 г. — «Московский рабочий»,
- «Бывшее будущее», 1990 г. — «Лениздат»,
- «Смешанные чувства», 1990 г. — «Искусство», г. Москва,
- «Одобрям», 1990 г. — «Культура», г. Москва,
- «Одобрям», 1992 г. — издательство журнала «Дон», г. Ростов,
- «Почувствуйте разницу», 1995 г. — «Новый Геликон», г. Санкт-Петербург,
- «224 избранные страницы — Золотая серия юмора», 1999 г. — «Вагриус»,
- 27-й том в Антологии «Сатира и Юмор России XX века», 2003 г. — «ЭКСМО».
- «Четыре комедии, которые перевёл Михаил Мишин» — 2019, изд. группа «НАВОНА» Москва,
- «Ещё четыре комедии, которые перевёл Михаил Мишин» — 2024, изд. группа «НАВОНА» Москва.

### Переводы и адаптации
с испанского:
- Г. Маркес «Хроника одной смерти, объявленной заранее» (повесть), 2012 г. — «Астрель»

с английского:
- Л. Герше «Эти свободные бабочки»,
- Н. Кауард «Невероятный сеанс», «Интимная комедия», «Падшие ангелы», «Цветок смеющийся», «Сенная лихорадка»,
- М. Кристофер «Дама и кларнет»,
- И. Огилви «Мой дом — твой дом»,
- К. Людвиг «Эта прекрасная жизнь»,
- Р. Куни «№ 13», «Слишком женатый таксист», «Папа в паутине», «Смешные деньги», «Чисто семейное дело»,
- Р. Куни, М. Куни «Братишки»,
- Р. Куни, Дж. Чэпмен «Мы не одни, дорогая!»
- К. Дюранг «Ваня, и Сони, и Маши, и Гвоздь»,
- Телесериал «Друзья» (США) 1-й и 2-й сезон, 2000 г.,
- Б. Элтон «We will rock you» — либретто мюзикла на музыку «Queen», 2004 г.
- И другие.

### Театр
- «Его величество театр» (сцены и монологи), Ленинградский театр миниатюр под руководством А. Райкина, 1977 г.,
- «Остров капитана Блада», пьеса (в соавторстве с В. Вербиным), 1978 г.,
- «Лица», сатирическое обозрение, Ленинградский театр миниатюр под руководством А. Райкина, 1983 г.,
- «И несколько слов о погоде», композиция по рассказам М. Мишина, Московский театр миниатюр, 1983 г.
- «Лягушки в шампанском» пьеса, (в соавторстве с А. Червинским),  2014

### Киносценарии
- «Сильва» — «Ленфильм», 1981 г.,
- «Вольный ветер» — «Ленфильм», 1983 г.,
- «Вместе с Дунаевским» — «Лентелефильм», 1984 г.,
- «Исключения без правил» — сборник комедий (сценарии по собственным рассказам), «Ленфильм», 1986 г.:
  - «Экскурсант» (реж. В Бутурлин),
  - «Скрепки» (реж. С. Баранов, В. Наумов),
  - «Голос» (реж. В. Бортко),
  - «Золотая пуговица» (реж. А. Рогожкин)

### Актёрские работы
- 1993 — Грешница в маске (Украина, Германия, США) — доктор Лессинг
- 1995 — Московские каникулы — алкоголик
- 1997 — Дети понедельника — эпизод
- 2001 — Только раз… — эпизод
- 2004 — О любви в любую погоду — бомж
- 2006 — Вы не оставите меня — «актив района»
- 2009 — Человек с бульвара Капуцинок — строитель-философ

## Признание
- Член Союза писателей СССР, 1979—1991 гг.
- Член Союза писателей Москвы.
- Лауреат премии «Золотой телёнок» «Литературной Газеты» («Клуба 12 стульев») (1975 и 1981 г.).
- Лауреат премии «Золотой Остап», 1997 г.
- Лауреат литературной премии Одесского фестиваля «Мастер Гамбс», 2004 г.